# Pierre Marcel Durquety
Pour les articles homonymes, voir Durquety.
Pierre Marcel Durquety, né le 23 avril 1923 à Capbreton et mort le 2 août 2016 à Bordeaux,, est un chercheur français de l'Institut national de la recherche agronomique.

## Biographie
Né en 1923, il a travaillé sur les cépages à l'INRA de Bordeaux. Dans les années 1950, il participe à la création de métis intraspécifiques de Vitis vinifera. Ces nouveaux cépages sont destinés à remplacer les cépages productifs cultivés massivement après la crise du phylloxéra. Pour les travaux sur les cépages de P.M. Durquéty, voir :
- Arinarnoa
- Arriloba
- Egiodola
- Ekigaïna
- Liliorila
- Perdea
- Semebat

## Publications
- 1955, monographie du baroque ou plant bordelais.
- P. M. Durquety et P. Robert, Un vignoble au pays d’Euskadi, Progrès Agricole et Viticole, Montpellier, 1973.